# Musonoi Mine
Die Musonoi Mine war ein Tagebau im Kupfergürtel 2 km nordwestlich der Stadt Kolwezi in der Provinz Lualaba in der Demokratischen Republik Kongo. Der Tagebau ist besonders bekannt für seine Vielfalt an sekundären Uranmineralen sowie für seinen Reichtum an Selen und Palladium.
Die Lagerstätte wurde seit den 1940er-Jahren abgebaut und ist seit 1988 erschöpft.

## Geologie
Die Region Kolwezi enthält mehr als 50 % des Kobalts und Kupfers der gesamten ehemaligen Provinz Katanga. Die Ausdehnung des Erzkörpers beträgt etwa 25 × 12 km.
Er besteht aus Schichten von Torbernit (Cu(UO2)2(PO4)2·10–12H2O), Digenit (Cu9S5), Bornit (Cu5FeS4), Chalkopyrit (CuFeS2) und Carrollit (Cu(Co,Ni)2S4) unter einer grünen Oxidationszone. Der untere Erzkörper besteht aus silikatischem Dolomit auf rotem Sandstein. Der obere Erzkörper besteht aus dolomitischem Schiefer.

## Minerale mit der Typlokalität „Musoni Mine“
Die Musonoi Mine brachte sieben Minerale hervor, die hier ihre Typlokalität haben:
- Demesmaekerit (Pb2Cu5(UO2)2(SeO3)6(OH)6·2H2O)
- Derriksit (Cu4(UO2)(SeO3)2(OH)6)
- Guilleminit (Ba(UO2)3(SeO3)2O2·H2O)
- Kolwezit ((Cu,Co)2(CO3)(OH)2)
- Marthozit (Cu[(UO2)3|O2|(SeO3)2]·8H2O)
- Oosterboschit ((Pd,Cu)7Se5)
- Verbeekit (PdSe2)

Derriksit ist von diesen Mineralen das einzige, das ausschließlich aus Musonoi bekannt ist.

## Weitere Minerale
Durch metasomatische Umwandlungen ist die Musonoi Mine neben Kupfer und Cobalt vor allem reich an Uran, Vanadium, Selen, Blei, Chrom und Molybdän. 
Unter anderem sind daher in Musonoi selenreiche Digenite (Cu9S5), selenreiche Covelline (CuS), kupfer- und palladiumreiche Trogtalite (CoSe2), Oosterboschite und Verbeekite gefunden worden.
Insgesamt wurden in Musonoi 62 Minerale gefunden. Zu diesen gehören unter anderem die klassischen Kupfer-Minerale wie Chalkosin (Cu2S), Chrysokoll (Cu2-xAlx(H2-xSi2O5)(OH)4·nH2O (x < 1)), Malachit (Cu2(CO3)(OH)2) oder Torbernit (Cu(UO2)2(PO4)2·12H2O). Daneben wurden jedoch auch weniger weit verbreitete Minerale wie zum Beispiel Berzelianit (Cu2Se), Cobaltomenit (CoSeO3·2H2O), Merenskyit (PdTe2), Mottramit (Pb(Cu,Zn)[OH|VO4]), Palladseit (Pd17Se15), der sehr seltene Pseudojohannit (Cu6,5(UO2)8(SO4)4O8(OH)5·25H2O) (Neubeschreibung 2006), Roubaultit (Cu2(UO2)3(OH)10·5H2O), Sengierit (Cu2(UO2)2V2O8·6H2O) sowie sehr gute Stufen von Vandenbrandeit (Cu(UO2)(OH)4) gefunden.

Minerale aus Musonoi
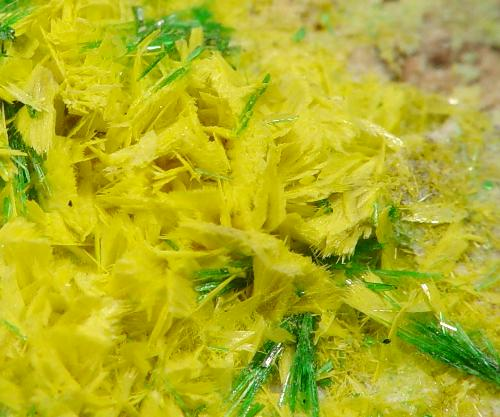
Guilleminit und Malachit
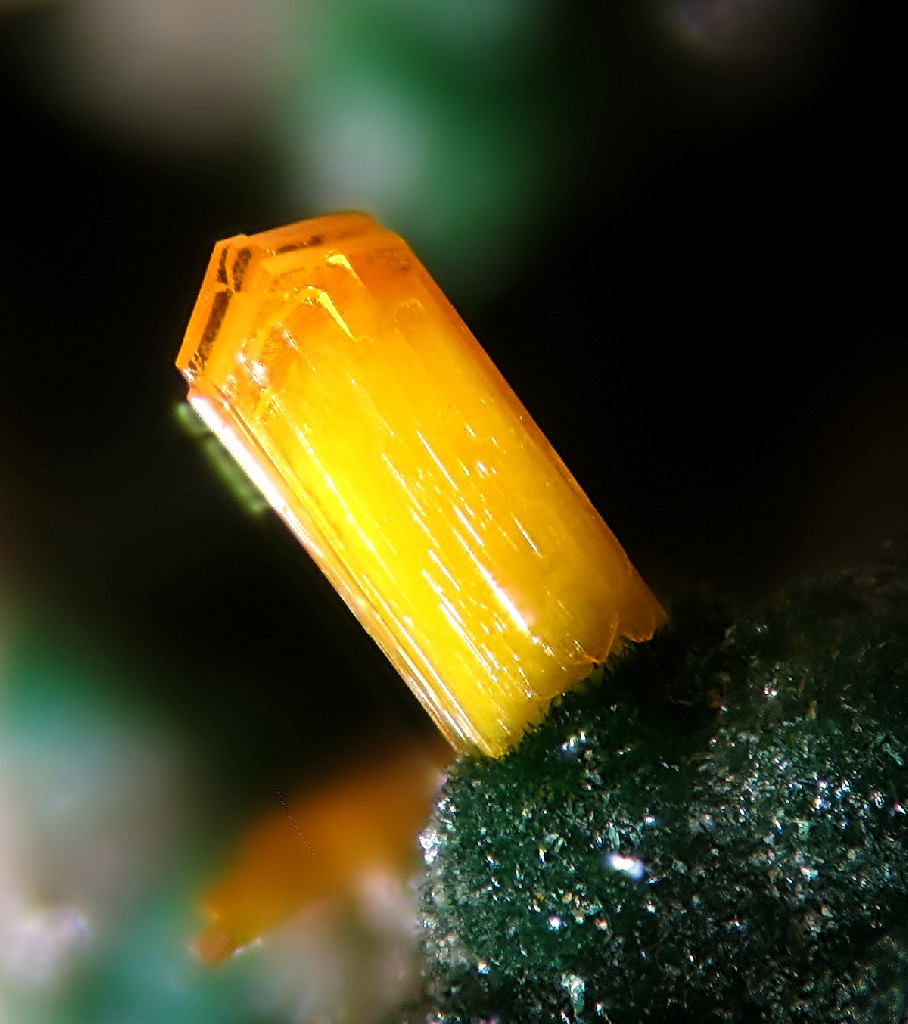
Kasolit
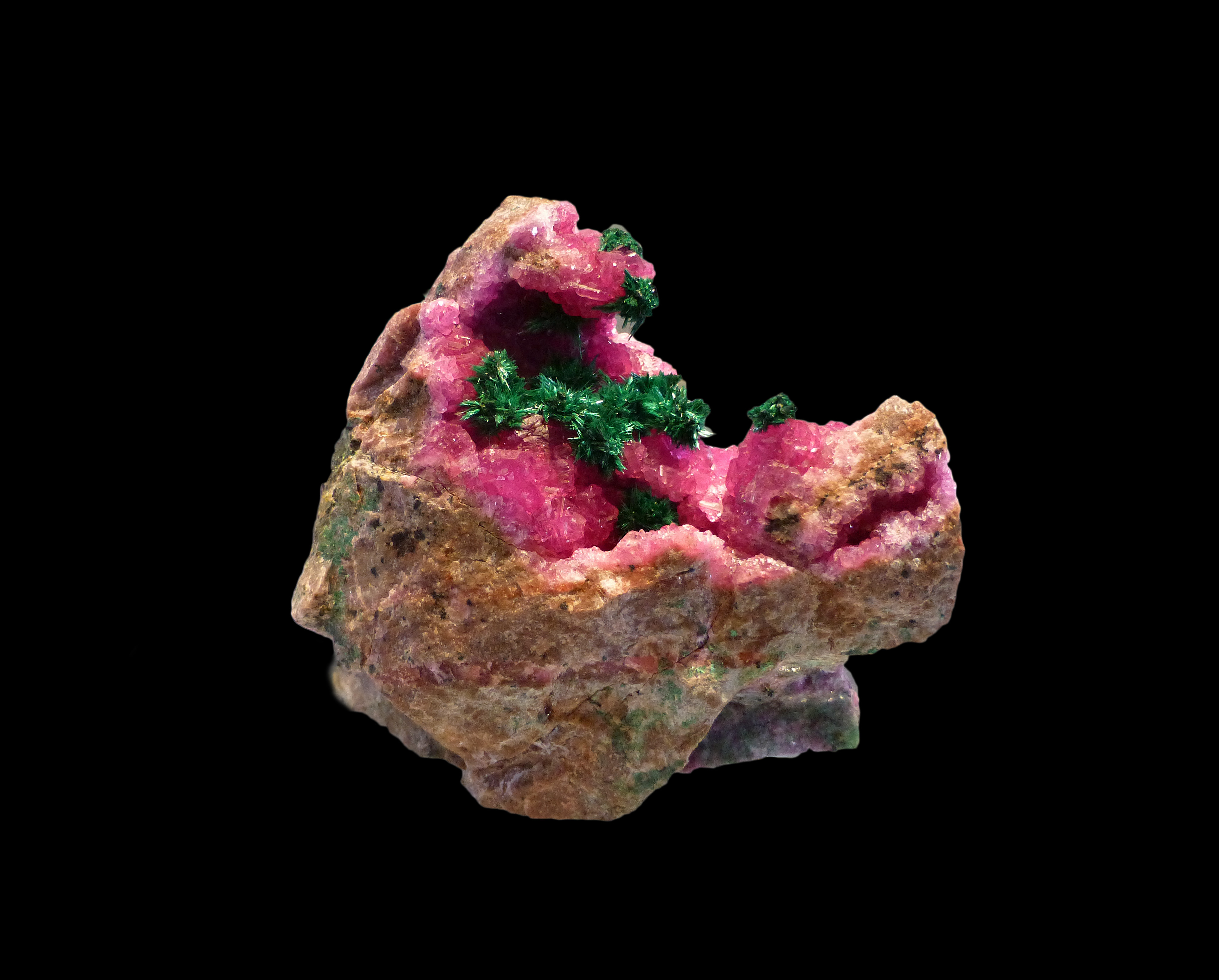
Malachit mit Cobaltocalcit
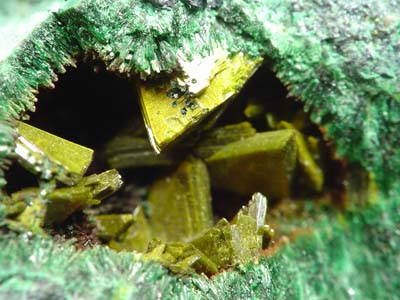
Marthozit
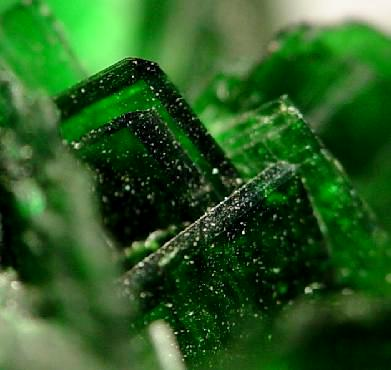
Metatorbernit
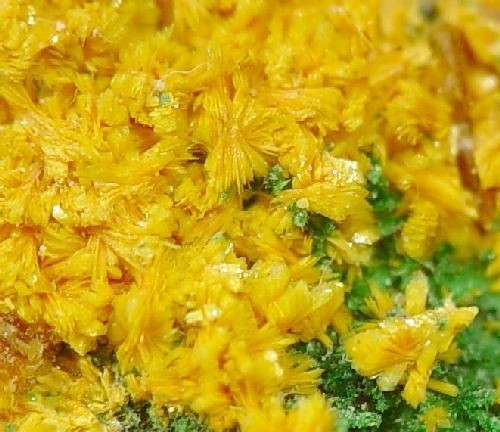
Tyuyamunit auf Malachit